# Gag Concert
Gag Concert (tiếng Hàn Quốc: 개그콘서트) là chương trình hài kịch Hàn Quốc được phát sóng trên kênh KBS2. Bắt đầu vào tháng 9 năm 1999 và là chương trình hài kịch lâu đời nhất của Hàn Quốc. Nó cạnh tranh với People looking for a laugh (웃음을 찾는 사람들) của SBS –kết thúc vào năm 2010- và Ha ttang sa (하늘도 웃고 땅도 웃고 사람도 웃는다- 11.10.2009~16.05.2010) của MBC -kết thúc vào năm 2010-.

## Lịch sử
- Phần 1 (tháng 9 năm 1999 đến tháng 10 năm 2000)
- Phần 2 (tháng 10 năm 2000 đến tháng 1 năm 2003)
- Phần 3 (tháng 12003 đến tháng 3 năm 2004)
- Phần 4 (tháng 3 năm 2004 đến tháng 4 năm 2008)
- Phần 5 (tháng 4 năm 2008 đến tháng 5 năm 2020)

## Diễn viên
Current comedians※ As of ngày 4 tháng 1 năm 2020
| - K 1. Kang Seong beom 2. Kang Yumi 3. Kwon Jae Kwan 4. Kim Dae Hui 5. Kim Min Kyeong 6. Kim Du Hyun 7. Kim Shi deok 8. Kim Seong Won 9. Kim Su Yeong 10. Kim Won hun 11. Kim Tae Won 12. Kim Hoe Kyeong | - Park, S 1. Ryu Keun Ji 2. Park Dae Seung 3. Park Sung-kwang 4. Park So Yeong 5. Park So Ra 6. Park Joon-hyung 7. Bae Jung Keun 8. Bok Hyun Kyu 9. Seo Nam Yong 10. Seo Taehun 11. Song Yeonggil 12. Song JunKeun 13. Song JunSeok 14. Song Jae In 15. Shin BongSeon | - A,Y, L, I,J 1. An Sang Tae 2. An So Mi 3. Yang Seon Il 4. Yu Minsang 5. Yun Hyeong Bin 6. Eom Ji Yun 7. Lee Kwang Seop 8. Lee Dong Yun 9. Lee Ga eun 10. Lee Jae Yul 11. Lee Jeong In | 1. Lee Jae Hoon 2. Lee Hyeong Jeong 3. Lee Chang ho 4. Lee Chang yun 5. Im Jae Baek 6. Jang dong Hyeok 7. Jang Jun Hee 8. Jang Ki Yeong 9. Jeon Su Hee 10. Jo Jin Se 11. Jeong Seung Hwan 12. Jeong Taeho |  |

## Name
(2011.7.3~2019.7.21)
| division | exsample |
| -------- | -------- |
| Man      | Sample   |
| Woman    | Sample   |
| Guest    | Sample   |

| Name (2019.8.11~ |
| ---------------- |
| ○○○              |

개그콘서트 GAG CONCERT

## Diễn viên hài đáng chú ý trong Gag concert
Shin Bora, Jeong Tae Ho, Park Seong Gwang, và Yang Seon Il thành lập một nhóm nhạc 'Brave Guys' trong năm 2012. Đặc biệt Shin Bora được biết đến là một ca sĩ xuất sắc, và cô thu âm một số ca khúc trong số đó được chon làm OST cho một số chương trình truyền hình.